# Clover Day's
《Clover Day's》是ALcot在2014年3月28日發售的戀愛冒險類型成人遊戲，2016年6月24日發售新增E-mote的加強版《Clover Day’s Plus》，2017年9月28日發售PlayStation Vita版，2023年8月18日發售中英文FHD版。
Clover Day's是ALcot公司的第14部作品，不僅是做為該公司於PC平台上的10周年紀念作，也是全新的原創作品。網路上亦有官方釋出的本作各女性角色介紹影片，可見其對本作的重視。本作場景與世界觀和《Clover Heart's》相同，也同样是以“双子×双子×双子”为主题，还以《Clover Heart's》十年後的世界做為舞台。其全新重製的背景，也能明顯的感受出為《Clover Heart's》之後的時間，不過《Clover Heart's》裡面的人物仅飛鳥凜登场。

## 登場人物

### 主要角色
鷹倉優人
本作的主人公，杏鈴及杏璃的義兄，自小在英國的孤兒院長大，後被鷹倉義臣收為鷹倉家的養子。剛到日本時不會講日文，受到女主角許多幫助。從那時起，一直與她維持了10年青梅竹馬的關係。對周圍的女性友人來說，是像大哥哥一樣的存在。本是戲劇社的一員，但為了學習而退出了戲劇社。
鷹倉杏鈴（聲優：桐谷華）
主人公的義妹，杏璃的异卵雙胞胎姊姊，父親是鷹倉義臣。英國人與日本人的混血兒，具有金髮。喜歡穿禮服和絲帶折邊的洋裝。重度兄控。
只要講到色色方面的話題就會有「呀呀呀」的口頭禪，優人推測是受到杏鈴父親的口頭禪影響。相當怕生，當初優人來到家裡時非常不習慣。因為优人解决了校园欺凌事件而和優人越走越近。從那時候開始會和優人做一些像是戀人會做的事(但杏鈴線之外的路線都未曾察覺自己對優人的感情)。非常喜歡被優人撫摸頭。
鷹倉杏璃（聲優：黑須桐子）
主人公的義妹，杏鈴的异卵雙胞胎妹妹。一樣為英國人與日本人的混血兒，但是是黑髮。喜歡穿著冷色系衣服。
是學年主席的優等生。和杏鈴是不同種類的兄控。因為傲嬌的關係，雖然看到優人和杏鈴親近非常羨慕，卻以「自己是個大人」表示自己並不羨慕。因為很想成為成熟的大人，所以很崇拜成熟的紫苑。
加賀美碧琉（聲優：北見六花）
是主人公一歲時的青梅竹馬，光的同卵雙胞胎姊姊。年輕的天才畫家，具有我行我素的個性。擁有如寶石般的雙眸。與優人再會時感到非常喜悅，並且當場親吻了他。時常說著「要和優人結婚生子」諸如此類的話。
非常不易早起，平常都是由光叫醒，自從和優人再會後都是由優人擔任這份工作。和光具有非常相似的外表，特別是兩人頭髮放下來時非常不易辨別，不過現在以髮型的不同來讓他人區分兩人。
加賀美光琉（聲優：北見六花）
是主人公一歲時的青梅竹馬，碧琉的同卵雙胞胎妹妹。是名為「ヒカル」的模特兒，走在路上會被認出來。
討厭除了优人以外男性（后来自己才明白目的是为优人守贞），溺愛著碧琉。經常使用男性用語的「僕（ボク）」自稱自己。和碧琉具有非常相似的外表，特別是兩人頭髮放下來時非常不易辨別，不過現在以髮型的不同來讓他人區分兩人。
龍胆燕（聲優：遠野そよぎ）
主人公的青梅竹馬。擁有學園偶像般的外貌與性格。是虎吉的异卵雙胞胎妹妹。因為參加戲劇社的緣故說著普通日文，不過在恐慌的時候不小心說出關西腔，因為會非常的害羞想要治好這這毛病。因為和優人交情很深，因此有時會和優人一同演出夫妻相聲。當時和身為轉學生的優人搭話是成為朋友的契機。從那時開始對著優人產生好感，但是並沒有表明。因為加賀美姐妹的出現讓龍胆感到焦慮。
結橋泉（聲優：楠原ゆい）
主人公的青梅竹馬。為了支撐著單親家庭的家計而努力打工著，與燕是好友，非常喜歡燕，總是說著想要跟燕結婚，每當燕生氣想跟泉絕交的時候，泉都會哭出來。自稱是優人的競爭對手，總是在和他鬥嘴，但就旁人來看根本就只是在秀恩愛。與加賀美雙胞胎的關係不是特別好，雖然本人很不坦率，但是該出手時還是會幫助她們。
曾經也是戲劇社的一員，但是因為要打工所以退出了戲劇社。

### 其它角色
西園寺瑞穗（聲優：一ノ宮葵）
泉的双胞胎姐妹，主人公的同班同學，在班上擔任班長。本身是學園理事長的女兒、也是西園寺老師的姪女。喜歡讀書。事实上对成人世界很熟悉，看过不少本子。
西園寺老師（聲優：一条和矢）
主人公班上的導師兼學年主任，瑞穗的叔叔。是個替學生著想的好老師，但卻有著喜歡可愛男孩子的癖好。
鷹倉義臣（聲優：神威古譚）
主人公的養父，杏鈴和杏璃的親生父親，是一間貿易公司的社長。因為妻子已離開人世，相當珍惜自己的一對女兒。
乃木坂紫苑（聲優：ひな叶月）
主人公与和的亲生母亲，同时也是主人公初恋（暗恋）的对象。鷹倉家的女僕，兼任主人公兄妹們的教育者。與鷹倉義臣實際上為戀人關係，並已到了論及婚嫁的階段。
龍胆虎吉（聲優：本間かいな）
燕的异卵雙胞胎哥哥，是優人自小時候起的好友，與妹妹燕同樣隸屬於戲劇社。
飛鳥凜（聲優：青山由香里）
主人公所就讀學校的教養課教師，也是戲劇部的代理顧問。與加賀美姐妹是遠親關係。愛講冷笑話，被人稱為「blizzard princess」。
同时也是用于致敬前作的角色，是十年前的前作Clover Hearts的登场人物之一。
和（聲優：藤咲ウサ）
优人未出生的异卵双胞胎的妹妹，出现在优人的幻想中，给优人提供温暖的安慰。會經常說出和外表不符的成熟發言，性格開朗、愛開玩笑。

## 主題曲
開頭主題曲「Clover Day's」
作詞 : marie，作曲、編曲：MANYO，歌 : 真理繪
插入曲「Clover Heart's -New days recording-」
作詞 : 宮藏，作曲、編曲 : Manack，歌 : 真理繪
結尾主題曲「しあわせがたり」
作曲、編曲 : Manack，作詞、歌 : 茶太

## 預約特典
ソフマップ予約特典 特製ボーカルCD《Clover Heart's -Re:product mix- / fripSide》
1. Clover Heart's -Re:product mix-（full chorus ver）

- 作詞 : 宮藏 / 作曲 : Manack / 編曲 : 川崎海 / Sound Produce : 八木沼悟志 / 歌 : fripSide

1. Clover Heart's -Re:product mix-（half chorus ver）
2. Clover Heart's -Re:product mix-（off vocal ver）

## 書籍
書籍《Clover Day's Art Works》（Clover Day’s アートワークス）於2014年7月31日發售，是由Coremagazine發行的畫集。

## 評價
《Clover Day's》在日本美少女遊戲與動畫相關商品銷售網站Getchu.com的2014年銷量榜上排名第7名，並獲得2014年度「萌えゲーアワード」月間賞及角色設計賞的金獎。

## 外部連結
- 官方網站（页面存档备份，存于）（日語）
- 英文版官方網站（页面存档备份，存于）（英文）
- 中文版官方網站 （页面存档备份，存于）（简体中文）
- PSV版官方網站 （页面存档备份，存于）（日語）
- 《Clover Day's》在視覺小說數據庫的頁面 （英文）